# (473116) 2015 HW175
(473116) 2015 HW175 es un asteroide perteneciente al cinturón de asteroides, descubierto el 16 de abril de 2004 por el equipo del Spacewatch desde el Observatorio Nacional de Kitt Peak, Arizona, Estados Unidos.

## Designación y nombre
Designado provisionalmente como 2015 HW17.

## Características orbitales
2015 HW175 está situado a una distancia media del Sol de 3,039 ua, pudiendo alejarse hasta 3,281 ua y acercarse hasta 2,797 ua. Su excentricidad es 0,079 y la inclinación orbital 11,41 grados. Emplea 1935 días en completar una órbita alrededor del Sol.

## Características físicas
La magnitud absoluta de 2015 HW175 es 16,4.